# Barney Kessel
Barney Kessel (Muskogee, 17 ottobre 1923 – San Diego, 6 maggio 2004) è stato un chitarrista e compositore statunitense.
Cominciò a suonare professionalmente da ragazzo con gruppi di musica da ballo per unirsi poi a formazioni più importanti, come quella diretta da Chico Marx. Rapidamente si posizionò come musicista chiave nella chitarra jazz post Charlie Christian. Nel 1944 partecipò al film del sassofonista Lester Young Jammin' the Blues e nel 1947 registrò con i Charlie Parker's New Stars le session di Relaxin' at Camarillo per la Dial Records.
Barney Kessel è noto per il suo lavoro innovativo nel trio jazz, con la chitarra utilizzata sia in chiave armonica che solistica senza l'apporto del pianoforte. Negli anni '50 realizzò una serie di album intitolati The Poll Winners, con Ray Brown al contrabbasso e Shelly Manne alla batteria. Kessel fu un raffinato e ricercato accompagnatore per molti cantanti: è ad esempio sua l'importante parte chitarristica nella prima incisione di Cry Me A River che lanciò Julie London ottenendo un grande successo commerciale. Nella stessa atmosfera sono le quattro tracce incise per la MGM nel luglio del 1952, a Los Angeles, come membro del quartetto del pianista Bobby Tucker (con Red Callender e Les Young) e con il cantante Billy Eckstine.
Nei primi anni '50 Kessel lavorò nel trio di Oscar Peterson, con Ray Brown. Gli ampi spazi che Peterson lasciava a Kessel aiutarono a cambiare la connotazione che la chitarra aveva avuto fino a quel momento nel campo della musica "elegante".
Gli anni '60 videro Kessel ottenere un grande successo come musicista di studio. Strumentista di prima scelta per la Columbia Pictures, Kessel diventò uno dei più richiesti session men di Hollywood, facendo così parte della cosiddetta The Wrecking Crew, composta dai numeri uno delle sale d'incisione. La sua chitarra fece parte di centinaia di successi pop, inclusi album e singoli di Phil Spector, The Beach Boys, The Monkees e tanti altri. Apparve anche in veste unicamente di attore in un episodio della serie TV Perry Mason.
Negli anni '70 Barney Kessel girò il mondo con i suoi seminari The Effective Guitarist.
L'attività in studio di registrazione proseguì con costanza fino agli ultimi anni della sua vita. Anche gli ultimi album fra i quali The Blue Guitar e Kessel Plays Standards mostrano la sua longevità musicale e la sempre brillante vena creativa.
Kessel morì di tumore al cervello a San Diego in California. La sua salute era andata peggiorando dopo un ictus nel 1992.

## Discografia essenziale

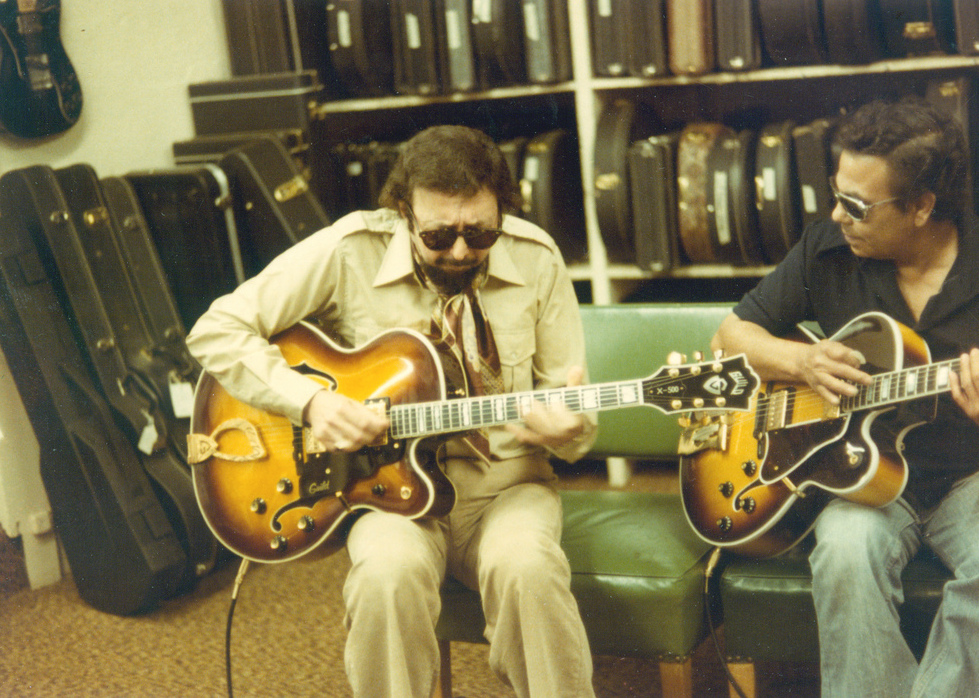
Barney Kessel, assieme ad un musicista sconosciuto, durante un seminario estemporaneo in un negozio di Wichita.

### Come leader
- Vol. 1: Easy Like (Contemporary Records, 1953/1955)
- Vol. 2: Kessel Plays Standards (Contemporary Records, 1954/1955)
- Vol. 3: To Swing or Not to Swing (Contemporary Records, 1955) con Sweets Edison, Georgie Auld, Jimmy Rowles
- Music to Listen to Barney Kessel by (Contemporary Records, 1956)
- The Poll Winners (Contemporary Records, 1957) con Shelly Manne, Ray Brown
- Let's Cook! (Contemporary Records, 1957)
- The Poll Winners Ride Again (Contemporary Records, 1958) con Shelly Manne, Ray Brown
- Kessel plays Carmen (Contemporary Records, 1958)
- The Poll Winners Three! (Contemporary Records, 1959) con Shelly Manne, Ray Brown
- Some Like It Hot (Contemporary Records, 1959) con Art Pepper
- The Poll Winners - Exploring the Scene! (Contemporary Records, 1960) con Shelly Manne, Ray Brown
- Barney Kessel's Swingin' Party at Contemporary (Contemporary Records, 1960)
- Bossa Nova (1962)
- Workin' Out con the Barney Kessel Quartet (Contemporary Records, 1961)
- Feeling Free (Contemporary Records, 1969) con Bobby Hutcherson, Elvin Jones
- Easy Moments (Gemelli – GG. ST. 10-025  -  1973) . by Carlo Pes - Barney Kessel
- The Poll Winners - Straight Ahead (Contemporary Records, 1975) con Shelly Manne, Ray Brown
- Solo (Concord Records, 1981)
- Spontaneous Combustion (Contemporary Records, 1987) con the Monty Alexander Trio
- Red Hot and Blues (Contemporary Records, 1988) con Bobby Hutcherson, Kenny Barron, Rufus Reid, Ben Riley

### Come sideman
Con Oliver Nelson
- Soulful Brass con Steve Allen (Impulse!, 1968)

Con Sonny Rollins
- Sonny Rollins and the Contemporary Leaders (Contemporary, 1958)